# Walter Szurovy
Walter Szurovy (* 28. Mai 1910 in Wien; † 4. November 2001 in New York) war ein austroamerikanischer Schauspieler.

## Leben und Karriere
Walter Szurovy begann seine Schauspielkarriere auf Wiener Theaterbühnen und übernahm unter anderem Rollen am Theater in der Josefstadt, der Staatsoper in Prag sowie bei den Salzburger Festspielen. Gegen Ende der 1930er-Jahre hatte er seine ersten Filmauftritte, darunter Nebenrollen in Géza von Bolvárys Spiegel des Lebens (1938) und Erich Engels Hotel Sacher (1939). Kurz nach diesen Filmauftritten und mit Beginn des Zweiten Weltkrieges flüchtete Szurovy in die Vereinigten Staaten. Dort gründete er 1941 in Hollywood seine Polk-Szurovy-Agentur. Unter dem Namen Walter Molnar spielte er 1944 den Nazi-Widerstandskämpfer Paul du Bursac in Haben und Nichthaben an der Seite von Humphrey Bogart und Lauren Bacall. Es blieb sein einziger Auftritt in einem Hollywood-Film. Seinen letzten Film Falschmünzer am Werk drehte er 1950 in der Bundesrepublik Deutschland.
1939 heiratete er die amerikanische Opernsängerin Risë Stevens. Sie blieben bis zu Szurovys Tod im Jahre 2001 mit 91 Jahren verheiratet. Ihr gemeinsamer Sohn ist der Schauspieler Nicolas Surovy (* 1944), der unter anderem in Filmen wie Forever Young auftrat. Nach dem Ende seiner Schauspielkarriere arbeitete Szurovy als Manager seiner Frau, die eine sehr erfolgreiche und lange Karriere vorweisen konnte. In späteren Jahren managte Szurovy auch Erich Leinsdorf.

## Filmografie
- 1937: Kein Wort von Liebe
- 1938: Lidé pod horami
- 1938: Spiegel des Lebens
- 1938: Menschen in den Bergen
- 1939: Hotel Sacher
- 1944: Haben und Nichthaben (To Have Or To Have Not)
- 1951: Der Fall 7 A 9 / Alternativtitel: Falschmünzer am Werk